# Helmut Fiedler (Politiker)
Helmut Fiedler (* 31. August 1980 in Neunkirchen, Niederösterreich) ist ein österreichischer Offizier und Politiker der Freiheitlichen Partei Österreichs (FPÖ). Seit dem 3. Juli 2025 ist er Abgeordneter zum Landtag von Niederösterreich und seit August 2025 Landesgeschäftsführer der FPÖ Niederösterreich.

## Leben

### Ausbildung und Beruf
Helmut Fiedler besuchte nach der Steinfeld-Volksschule das Bundesrealgymnasium (BRG) Neunkirchen. Nach dem Präsenzdienst 1999/2000 absolvierte er als Angehöriger des Jahrganges Kaiserjäger 2004 die Theresianische Militärakademie in Wiener Neustadt. Von 2013 bis 2016 besuchte er den 20. Generalstabslehrgang an der Landesverteidigungsakademie. Ab 2013 studierte er an der Rechtswissenschaftlichen Fakultät der Universität Wien, das berufsbegleitendes PhD-Studium Interdisciplinary Legal Studies schloss er 2018 mit einer Dissertation zum Thema Military Assistance: Grundlagen und Grenzen der Ausbildungsverantwortung bei der Ausbildung fremder Streitkräfte ab, die im Miles-Verlag veröffentlicht wurde.
Nach seiner Ausmusterung war er Zugs- und Kompaniekommandant beim Gardebataillon, später versah er seinen Dienst beim Jagdkommando. Auslandserfahrungen sammelte er unter anderem in Afghanistan, Bosnien und Herzegowina, Syrien und im Kosovo. Im August 2021 wurde Fiedler Teamleader im Eurokorps in Straßburg.

### Politik
Fiedler war ab 2019 Mitglied des Gemeinderates und stellvertretender Obmann der FPÖ Neunkirchen, wo er bei der Gemeinderatswahl 2020 als FPÖ-Spitzenkandidat kandidierte. 2021 unterbrach er seine Politkarriere und wechselte zum Eurokorps nach Straßburg.
Am 3. Juli 2025 wurde er in der XX. Gesetzgebungsperiode als Abgeordneter zum  niederösterreichischen Landtag angelobt. Er rückte für den zurückgetretenen Michael Sommer auf einem Mandat der Landesliste nach.
Im August 2025 folgte er Andreas Spanring als Landesgeschäftsführer der FPÖ Niederösterreich nach.

## Publikationen
- 2019: Military Assistance – Eine moderne Einsatzart zwischen Anspruch und Wirklichkeit, Miles-Verlag, Berlin 2019, ISBN 978-3-945861-81-3.